# Inversione uterina
L'inversione uterina è una complicanza che può insorgere durante il parto, nel suo terzo stadio, quando la donna riesce ad espellere solo una parte della placenta. In tal caso l'utero si rovescia all'interno della propria cavità. Tale patologia, tipica del secondamento, si associa ad un'insorgenza precedente di shock materno.

## Epidemiologia
L'incidenza, per quanto riguarda i parti, è di 1 su 2000, contestata da altri autori.

## Tipologia
Esistono tre tipi di gravità:
- 1º grado, inversione incompleta, la meno grave.
- 2º grado, inversione completa, dove nell'atto il fondo uterino; riesce a superare la cervice ma non la rima vulvulare;
- 3º grado, dove si supera anche la rima vulvulare, la più pericolosa.

## Sintomatologia
I sintomi presentano dolore improvviso e violento, ipotensione, emorragia, i sintomi a seconda del grado sono più o meno forti.

## Eziologia
Normalmente nell'atto del parto vi è un innalzamento improvviso della pressione per via degli sforzi della donna o per le varie manovre (manovra di Andrews, manovra di Brandtm ecc). Nella manifestazione clinica si osservano due fasi, la prima del rovesciamento interno e la seconda dove l'organismo cerca di rigettare quel corpo, divenuto ormai estraneo.

## Fattori di rischio
L'inversione può manifestarsi naturalmente, essendoci dei fattori che minacciano l'evento come l'atonia del fondo placentare.

## Terapie
Il trattamento è la riduzione uterina, da eseguire immediatamente perché la persona rischia la vita per via dello shock imminente. Inizialmente senza utilizzo di farmaci, se diventano necessari il solfato di magnesio porta ad una quasi totalità di successo. Nel caso la riduzione non fosse possibile bisogna, dopo anestesia generale, ricorrere alla laparotomia. Si somministra l'ossitocina per evitare il nascere di un'ulteriore complicanza: l'atonia uterina.